# هولوسی کنتمن
هولوسی کنتمن (ترکی استانبولی: Hulusi Kentmen; ۲۰ ژانویهٔ ۱۹۱۲ – ۲۰ دسامبر ۱۹۹۳) هنرپیشه اهل ترک بود.
از فیلم‌ها یا برنامه‌های تلویزیونی که وی در آن نقش داشته‌است می‌توان به زبان ش من اشاره کرد.